# Vester Pegg
Vester Pegg (Appleton City, 23 maggio 1887 – Los Angeles, 19 febbraio 1951) è stato un attore statunitense che iniziò a lavorare nel cinema all'epoca del muto. Nella sua carriera, prese parte a oltre cento e quaranta film, in gran parte di genere western, venendo diretto numerose volte da John Ford.

## Filmografia
- The Joke on Yellentown, regia di Arthur Mackley - cortometraggio (1914)
- The Death Dice, regia di Raoul Walsh - cortometraggio (1915)
- The Lucky Transfer, regia di Tod Browning - cortometraggio (1915)
- The Man of It - cortometraggio (1915)
- The Silent Witness - cortometraggio (1915)
- Jordan Is a Hard Road, regia di Allan Dwan (1915)
- The Fighting Gringo, regia di Fred Kelsey (1917)
- Centro! (Straight Shooting), regia di John Ford (1917)
- L'uomo segreto (The Secret Man), regia di John Ford (1917)
- Un uomo segnato (A Marked Man), regia di John Ford (1917)
- All'assalto del viale (Bucking Broadway), regia di John Ford (1917)
- I cavalieri fantasma (The Phantom Riders), regia di John Ford (1918)
- Donne selvagge (Wild Women), regia di John Ford (1918)
- L'oro dei ladri (Thieves' Gold), regia di John Ford (1918)
- La goccia scarlatta (The Scarlet Drop), regia di John Ford (1918)
- Indemoniato (Hell Bent), regia di John Ford (1918)
- Inganno di donna (A Woman's Fool), regia di John Ford (1918)
- A pugni nudi (Bare Fists), regia di John Ford (1919)
- The Desert Rat, regia di Leon De La Mothe - cortometraggio (1919)
- I cavalieri della vendetta (Riders of Vengeance), regia di John Ford (1919)
- I proscritti di Poker Flat (The Outcasts of Poker Flat), regia di John Ford (1919)
- Vanishing Trails, regia di Leon De La Mothe - serial cinematografico (1920)
- The Galloping Devil, regia di Nate Watt (1920)
- The Fighting Stranger, regia di Webster Cullison (1921)
- The Last Chance, regia di Webster Cullison (1921)
- The Raiders, regia di Nate Watt (1921)
- The Struggle, regia di Otto Lederer (1921)